# Engagement (informatique)
Sur Internet, l'engagement est une des mesures de la popularité d'une application mobile à l'usage des métiers du marketing.
L'engagement est défini comme le ratio du nombre d'utilisateurs quotidiens d'une application sur le nombre d'utilisateurs mensuels de l'application.
Ainsi, si 1 000 000 d'utilisateurs différents accèdent à une application chaque jour durant un certain mois alors que 2 000 000 d'utilisateurs différents accèdent à la même application durant le mois en question, on dit que l'engagement pour l'application est de 50 %.